# Beau Brummel (film, 1924)
Pour les articles homonymes, voir Beau Brummel (homonymie).
Pour plus de détails, voir Fiche technique et Distribution.
Beau Brummel est un film américain réalisé par Harry Beaumont, sorti en 1924.

## Fiche technique
- Titre original : Beau Brummel
- Réalisation : Harry Beaumont, assisté de Frank R. Strayer
- Scénario : Dorothy Farnum, d'après une pièce de théâtre de Clyde Fitch
- Production : Harry Rapf
- Société de production : Warner Bros. Pictures
- Distribution :  États-Unis : Warner Bros. Pictures
- Musique : Jimmy Schafer
- Photographie : David Abel
- Montage : Howard Bretherton
- Décors :
- Costumes :
- Pays :  États-Unis
- Genre : Film d'aventure
- Durée : 135 minutes
- Format : Noir et blanc - Film muet - 1,33:1 - Format 35 mm
- Budget :
- Date de sortie :
  - États-Unis : 30 mars 1924

## Distribution
- John Barrymore : George Bryan 'Beau' Brummell
- Mary Astor : Lady Margery Alvanley
- Willard Louis : George IV Prince de Galles
- Carmel Myers : Lady Hester Stanhope
- Irene Rich : Frederica Charlotte, duchesse d'York
- Alec B. Francis : Mortimer
- William Humphrey : Lord Alvanley
- Richard Tucker : Lord Stanhope
- George Beranger : Lord George Gordon Byron
- Clarissa Selwynne : Mme Wertham
- John J. Richardson : Poodles Byng
- Claire de Lorez : Lady Manly
- Michael Dark : Lord Manly
- Templar Saxe : Desmond Wertham
- Carol Holloway : la servante Kathleen

## Autour du film
Un remake fut réalisé en 1954 par Curtis Bernhardt (Metro-Goldwyn-Mayer)